# Гогунов Іван Семенович
Іван Семенович Гогунов (рос. Иван Семёнович Гогунов; 16 вересня 1900, Красно — 3 квітня 1976, Київ) — радянський військовий діяч, генерал-майор.

## Біографія
Народився 16 вересня 1900 року в селі Красно (тепер Вацького району Нижньогородської області). Росіянин. У червні 1919 року добровільно пішов на службу до Робітничо-селянської Червоної армії. Брав участь в боях Громадянської війни. У 1920 році закінчив Костромські піхотні курси командного складу. Брав участь в боях на Кавказі, в грудні 1920 року був поранений.
Після закінчення війни продовжив службу в армії. У 1922 році закінчив перший курс Вищої військової школи Сибіру. Член ВКП(б) з 1925 року. В 1928 році пройшов повторні курси середнього начальницького складу в Іркутську. Служив на командних посадах в стрілецьких частинах Червоної армії. У 1939 році закінчив Військову академію імені М. В. Фрунзе, після чого рік прослужив начальником штабу 96-ї стрілецької дивізії.
З березня 1940 року Гогун Черкаське військове піхотне училище. 10 липня 1941 року направлений на посаду командира 311-ї стрілецької дивізії, на чолі якої брав участь в боях німецько-радянської війни. Вже 21 серпня 1941 року знятий з посади за невдалі бойові дії дивізії і знижений до командира 1062-го стрілецького полку. 22 вересня 1941 року, під час боїв на Оранієнбаумському плацдармі, отримав важке поранення.
З квітня 1942 року очолював Саратовське військове піхотне училище. У 1944 році йому було присвоєно військове звання генерал-майора. Після закінчення війни продовжив службу в Радянській армії, служив у Групі радянських окупаційних військ у Німеччині, був начальником Управління і військовим комендантом округу Мерзенбург, начальником відділу комендантської служби Саксонії, начальником штабу Управління Радянської військової адміністрації Саксонії.

Могила Івана Гогунова

Навесні 1950 року повернувся до СРСР. Керував спочатку Шуйський військовим піхотним училищем, потім Київським піхотним училищем. У лютому 1955 року звільнений в запас. Проживав у Києві. Помер 3 квітня 1976 року, похований на Лук'янівському військовому кладовищі.

## Нагороди
Нагороджений:
- ордени: Леніна, два Червоного Прапора, Вітчизняної війни 1-го ступеня;
- медалі: «XX років РСЧА», «За оборону Ленінграда», «За перемогу над Німеччиною».